# Tadeusz Szafraniec
Tadeusz Szafraniec (ur. 25 sierpnia 1952 w Bytomiu) – polski szachista, sędzia i działacz sportowy.

## Życiorys
W szachy gra od wieku nastoletniego, jego pierwszym klubem były „Szombierki” Bytom. W grze bezpośredniej aktualnie posiada I kategorię szachową (w czasie swojej kariery wypełnił również dwukrotnie normy na tytuł kandydata na mistrza krajowego – I++). Największe sportowe sukcesy osiągnął w grze korespondencyjnej, z których najważniejszym było zdobycie tytułu indywidualnego wicemistrza Europy (1999, 57. finał). Oprócz tego był indywidualnym mistrzem Polski (2003, 44. finał), dwukrotnym wicemistrzem kraju (1997, 38. finał i 1999, 41. finał), jak również pięciokrotnym medalistą drużynowych mistrzostw kraju: dwukrotnie złotym (2003, 14. finał i 2005, 15. finał), dwukrotnie srebrnym (2000, 13. finał i 2007, 16. finał) oraz brązowym (1998, 12. finał). W 13. finale olimpiady szachowej (2009) był kapitanem polskiej drużyny, zdobywając brązowy medal.
W 1999 r. otrzymał tytuł mistrza międzynarodowego ICCF, a w 2005 r. – jako dwudziesty Polak w historii – tytuł mistrza międzynarodowego seniora ICCF. Najwyższy ranking w szachach korespondencyjnych osiągnął na liście 2004/1, notowany był wówczas z wynikiem 2503 punktów.
Jako działacz był kierownikiem sekcji szachowej w MDK „Szopienice”, a od 2000 do 2019 r. pełnił funkcję prezesa Klubu Szachowego „HETMAN” w Katowicach – klubu, który wielokrotnie zdobywał medale w zawodach rangi mistrzostw Polski, m.in.: w drużynowych mistrzostwach Polski (złote – 2007, 2008, 2010, 2013, 2015, 2016, 2017, 2018, 2019 oraz srebrne – 2009, 2011, 2012, 2014), drużynowych mistrzostwach Polski w szachach błyskawicznych (złote – 2007, 2008, 2009, 2010, 2017 oraz srebrne – 2011, 2013, 2016) oraz drużynowych mistrzostwach Polski w szachach błyskawicznych kobiet (złoty – 2011).
Posiada uprawnienia instruktora szachowego oraz sędziego klasy państwowej. Przez kilka kadencji był członkiem Kolegium Sędziów Śląskiego Związku Szachowego, jak również pełnił funkcję Przewodniczącego Komisji Rewizyjnej ŚlZSzach (przez dwie kadencje). Za swoją działalność szachową został wyróżniony Złotą, Srebrną i Brązową Odznaką Honorową Polskiego Związku Szachowego, jak również tytułem Honorowego Członka Śląskiego Związku Szachowego.
Zawodowo jest członkiem Polskiej Izby Inżynierów Budownictwa (nr członkowski SWK/BO/0276/03) oraz Śląskiej Okręgowaej Izby Inżynierów Budownictwa (nr członkowski SLK/IS/6916/01). Za swoje osiągnięcia został odznaczony Srebrnym i Brązowym Krzyżem Zasługi.
W 2014 r. kandydował w wyborach samorządowych w Katowicach, z listy Komitetu Jerzego Ziętka.